# فیول‌پی‌اچ‌پی
فیول‌پی‌اچ‌پی یک چارچوب نرم‌افزاری تحت وب متن‌باز نوشته‌شده با زبان پی‌اچ‌پی و پیاده‌سازی شده با مدل-نما-کنترل‌گر سلسله مراتبی (HMVC) است.

## تاریخچه
پروژه فیول‌پی‌اچ‌پی در اکتبر ۲۰۱۰ آغاز شد و اولین نسخه (فیول‌پی‌اچ‌پی ۱/۰) با نام فیول در گیت‌هاب توسعه یافت.

## راهبرد پروژه
اهداف راهبردی پروژه:
- ساخت یک چارچوب نرم‌افزاری بر پایه ایده‌های برتر سایر چارچوب نرم‌افزاری.[۱][۳]
- چارچوب نرم‌افزاری باید کارکردهای قدرتمندی را ارائه کند و راحت قابل کار و پایه‌کد آن کم‌وزن باشد.[۳]
- جهت‌گیری جامعه توسعه دهندگان را در نظر بگیرد.[۳][۴][۵]

## بررسی ساختار
فیول‌پی‌اچ‌پی در پی‌اچ‌پی ۵/۳ نوشته شده‌است.
- سیستم پرونده آبشاری (الهام گرفته از چارچوب نرم‌افزاری Kohana ) ساختار دایرکتوری تاحدی بر پایه فضای نام استفاده شده توسط کلاس پایه‌گذاری شده‌است.[۶]
- انعطاف پذیری: تقریباً تمام مؤلفه‌های هسته چارچوب نرم‌افزاری قابل گسترش و تعویض است.[۷]
- پودمانی: برنامه‌های کاربردی را می‌توان به پودمان (ماژول‌های) مختلف تقسیم نمود.[۸]
- توسعه پذیری: توابع اضافی توسط بسته‌ها می‌توانند اضافه شوند.[۱][۶]